# Simulium varicorne
Simulium varicorne es una especie de insecto del género Simulium, familia Simuliidae, orden Diptera.

## Distribución
Se distribuye por Malasia y Sumatra.

## Taxonomía
Fue descrita científicamente por Edwards, 1925.